# Ruellia lasiostachys
Ruellia lasiostachys är en akantusväxtart som beskrevs av Emery Clarence Leonard. Ruellia lasiostachys ingår i släktet Ruellia och familjen akantusväxter. Inga underarter finns listade i Catalogue of Life.